# Skeiðará

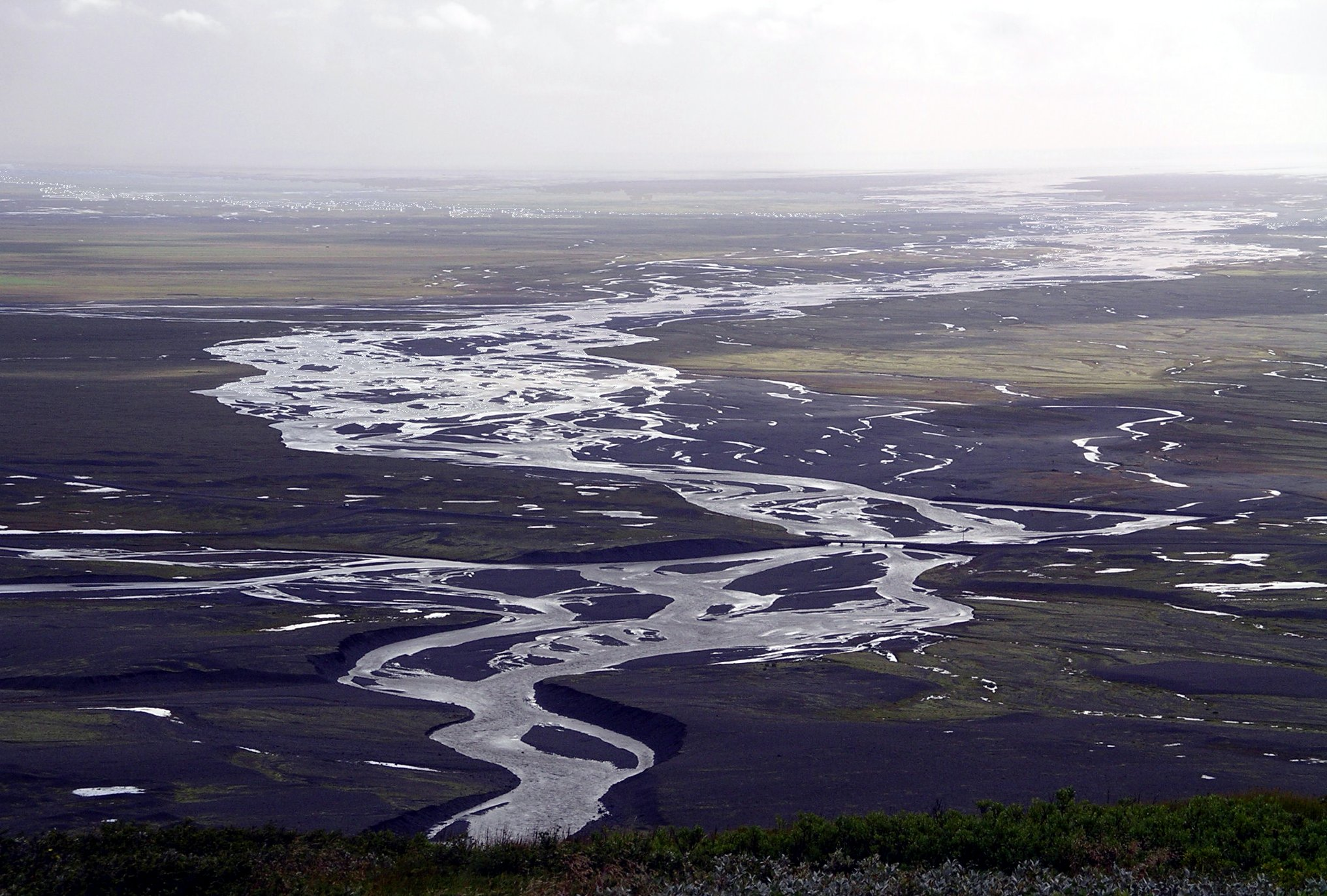
Skeidará Sandur na proximidade de Skaftafell

O rio Skeiðará é um rio da Islândia. É relativamente curto, com comprimento de cerca de 30 km, e nasce da confluência da geleira Skeiðarárjökull, um dos braços da Vatnajökull, no sul da ilha.
Junto do Parque Nacional Skaftafell, o rio Skeiðará formou uma planície sedimentar negra de areia, lava e cinzas denominada Skeiðarársandur e atravessada por numerosos riachos que cobrem a área completa entre o parque e o mar (com 40 km de comprimento e entre 5 a 10 km de largura).
Apesar de ser curto o seu percurso, o rio é conhecido devido às suas fortes avalanches, causadas por erupções vulcânicas ou outras razões: a última teve lugar em 1996, e destruiu parte da ponte Hringvegur. A ponte de 880 metros ficou destruída pelo gelo flutuante e a avalanche moveu 45,000 m³ de água/segundo. 